# Salentia deserticola
Salentia deserticola är en tvåvingeart som beskrevs av Zaitzev 1977. Salentia deserticola ingår i släktet Salentia och familjen stilettflugor. Inga underarter finns listade i Catalogue of Life.